# Чудомиричи
Чудомиричи (хорв. Čudomirići; лат. Quddomirorum, Chudomirig, Cidomirig, Cudomericich, Cudimerig, Cudomirichys, Zudomerich, Zuddomirikion, Zudomirikion) — один из двенадцати знатных родов королевства Хорватии, упомянутых в соглашении Pacta conventa и Супетарском картулярии.

## Этимология
По мнению исследователя Бранимира Гушича название рода происходит от деревни Тудьемили (Tudjemili или Čudemili), существующей и поныне близ черногорского города Бар, а также сёл Дедичи и Хрватин с церковью Святого Николая. Таким образом, он связывает имя Чудомир/Чудомер с готским личным именем Thiudomer (слово thiuda обозначала на готском языке «народ»).

## История
Самым ранним из известных предков рода является жупан Прибислав Чудомирич, один из двенадцати дворян, упомянутых в Pacta conventa (1102). Согласно Супетарском картулярию Чудомиричи были одним из шести родов, которые выбирали банов, которые, в свою очередь, избирали нового короля в случае, когда предыдущий монарх умирал, не оставив наследников. В этом документе упоминается Saruga или Sarubba (Заруба) Cudomirig, который, скорее всего, связан с iupanus Sarubba, соратником малоизвестного хорватского короля или претендента на хорватский престол (Славаца), упомянутого в том же источнике. К XV веку род, вероятно, распался на множество более мелких, или стал частью других, или потерял большую часть своих дворянских привилегий.
Самое раннее определённое упоминание о роде относится к 1207 году, когда Uste Zudomiriko появляется в качестве свидетеля (наряду с представителями родов Гусичи, Могоровичи, Качичи и др.) в двух документах из церкви Святого Петра в Бубняне, к западу от Тиня (близ города Бенковац). В 1232 году в документе из города Задар был упомянут Milota Cidomirig в контексте описания ряда земель церкви Святого Хрисогона, в записи, датируемой 1278 годом, значится Доброе, сын Вукое Чудомирича, в качестве землевладельца в Чудомирчине или области Чудомирич близ Задара, известной под таким названием до XVI века. Последнее упоминание Чудомиричей в городе Задар относится к 1509 году.
25 ноября 1371 года в Сплите было заключено соглашение, в котором упоминается, что Богдан Вукович из селения Чихович и «четыре землевладельца из деревни Сиверич» в Петрово-Поле входили в состав vna generacione videlicet Cudomiricorum. Владения рода в Ливно косвенно упоминаются в документе, предположительно подписанном в 1103 году Кальманом I, королём Венгрии (villam in Cleuna Sudumirizam). В XV веке некоторые представители рода жили также и в других частях Далмации, например в Трогире и Сукошане, а в 1451 году — в Книне. В 1494 году францисканец-конвентуал Матия Чудомирич служил прокуратором в монастыре Святого Фране в Шибенике.
Чудомиричи также жили в области Лика, на территории вблизи современного Нового Загреба в Загорье. В окрестностях города Самобор есть холм Чудомершчак (хорв. Čudomeršćak), который вероятно связан с названием рода.